# Elżbieta Gellner
Elżbieta Felicja Gellner-Olejnik-Zombkowa-Ivarsson (ur. 3 lutego 1935 w Katowicach) – polska pływaczka, olimpijka z Melbourne 1956.
Specjalistka stylu grzbietowego. Mistrzyni Polski na dystansie 100 metrów stylem grzbietowym w latach 1953–1955, 1956, 1958-1959 oraz na dystansie 200 metrów w latach 1953, 1955, 1958-1959.
Wielokrotna rekordzistka Polski na 100 m i 200 m stylem grzbietowym na basenie 25 m i 50 m.
Na igrzyskach olimpijskich w Melbourne zajęła 16. miejsce w wyścigu na 100 m stylem grzbietowym.